# Dvorec Vazir
Dvorec Vazir (urdujsko وزیر مینشن), uradno znan kot muzej rojstne hiše Quaid-e-Azam je nekdanja družinska hiša v okrožju Kharadar South v Karačiju, Sind, Pakistan, ki velja za rojstni kraj ustanovitelja države, Mohameda Ali Džinaha.
Zgrajena je bila v letih 1860-1870 s kamnitimi zidaki iz apnene in jutne malte, ki je ustrezala nestanovitnemu vremenu v Karačiju.

## Rojstni kraj Jinnaha
»Bil je ugoden dan 25. december 1876, ko se je rodil ustanovitelj naše domovine, tj. Pakistana.« Dvorec Vazir je zdaj morda splošno sprejet rojstni kraj Quaid-e-Azama, Mohameda Alija Džinaha, ustanovitelj Pakistana. Nekoč je bil njegov rojstni kraj napačno razumljen kot Džhirk, staro mestece blizu Karačija, kar se je kasneje izkazalo za neresnično. Resničnost je bila razkrita v knjigi My Brother, ki jo je v 1960-ih napisala sestra Mohameda Alija Džinaha, Fatima Džinah, v svoji biografiji, v kateri je opisala najpomembnejše značilnosti bratovega življenja. Omenila je njihovo rodovno vas Paneli v državi Gondal, Kathiavar, v provinci Gudžarat, v današnji Indiji. Njun oče, g. Džinah Bhai Poondža, se je naselil v Karačiju zaradi poslovnega partnerstva z angleškim trgovskim podjetjem Grams Trading Company, katerega pisarna je bila takrat v Karačiju. Džinahova družina prednikov in njihovi potomci, vključno s hčerko M. A. Džinah, zetom in vnuki, so bili do danes prebivalci provinc Gudžarat in Bombaj. Oče Mohameda Alija Džinaha je leta 1874 dobil hišo (zdaj dvorec Vazir) v najem in se tukaj naselil za nekaj časa. Do leta 1900 se je ponovno vrnil v svojo rodno državo, Gudžarat, Britanska Indija. "Govardhan Das je bil tudi med lastniki te stavbe, od katere jo je leta 1904 kupil Vazir Ali Ponavala (po katerem je hiša dobila ime 'dvorec Vazir')." [4]

## Po osamosvojitvi Pakistana
Pakistanska vlada je leta 1953 pridobila to zgodovinsko stavbo. Po zakonu o ohranjanju starodavnih spomenikov jo je vlada zaščitila. Nato je bilo pakistanskemu oddelku za javna dela dodeljeno delo njegnega ohranjanja in obnove. Uradno so ga odprli kot Džinahov rojstni muzej 14. avgusta 1953. Vlada je leta 2010 zaključila projekt krepitve, ohranitve in rehabilitacije. Zdaj je ta rojstni muzej trinadstropna stavba s knjižnico in muzejskimi galerijami.

## Muzej
Hiša zdaj služi kot muzej in nacionalni arhiv. »Hiša, v kateri je Mohamed Ali Džinah preživel 16 let svojega otroštva in mladosti, je dragocen nacionalni spomenik, ki daje navdih našemu narodu«. Tam je bila nekoč postaja krožne železnice Karači, imenovana dvorec Vazir. Leta 2009 so dvorec Vazir začasno zaprli zaradi obnove, a so ga pozneje znova odprli za obiskovalce.